# Wassersportsee Zülpich

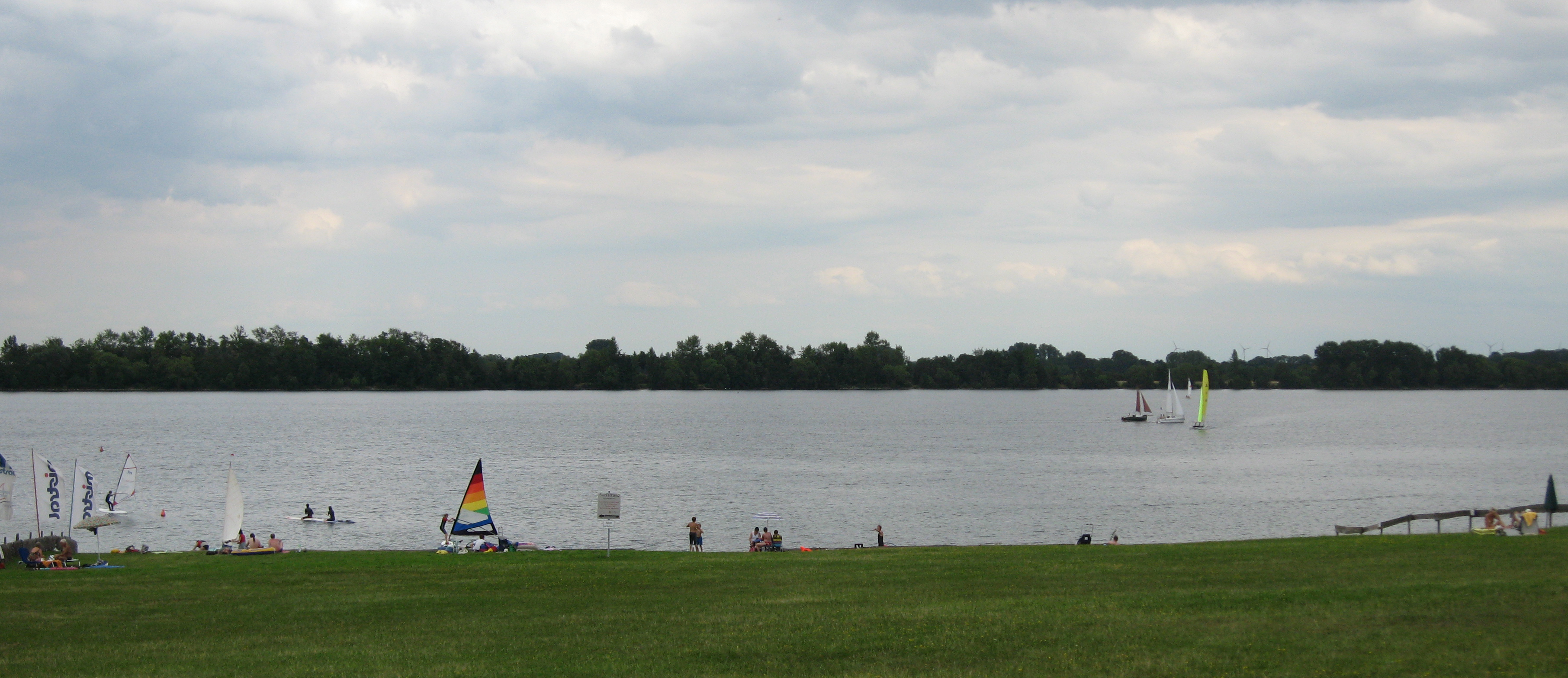
Wassersportsee Zülpich

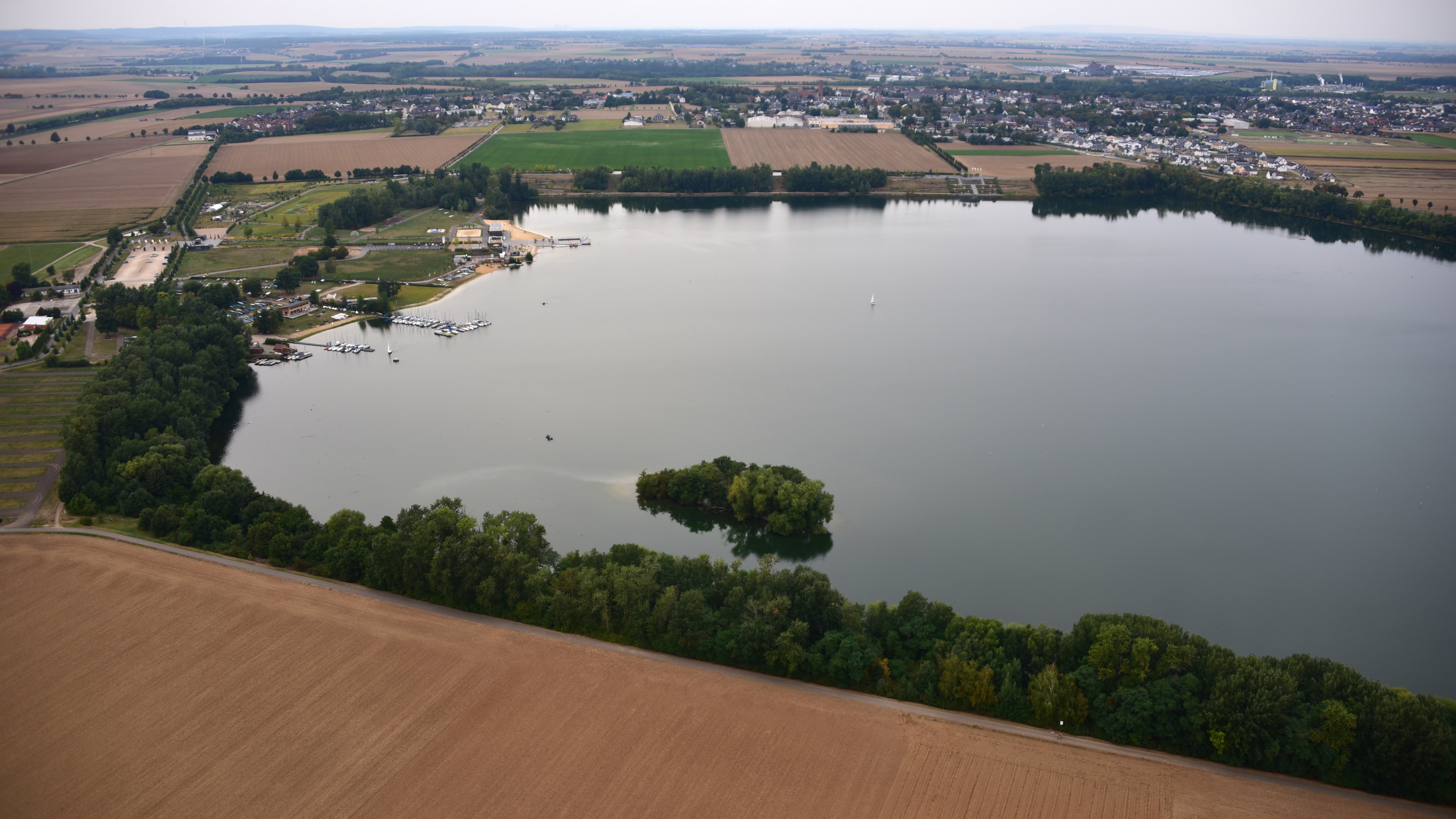
Zülpicher See, Luftaufnahme (2016)

Der Wassersportsee Zülpich bzw. Zülpicher See ist ein durch die Rekultivierung des Tagebau Zülpich entstandener See. Der See ist ca. 1,2 km lang und 500 m breit und hat eine Gesamtfläche von ca. 85 ha. Der See gehört zum Naturpark Kottenforst-Ville und liegt in der Voreifel.

## Geschichte
Der See ist genauso wie der Naturschutzsee Füssenich durch den Tagebau in der Region Zülpich und den darauf folgenden Rekultivierungsmaßnahmen in den 70er Jahren entstanden. Nach dem Ende der Braunkohleförderung im Jahr 1969 wurde das Restloch mit Hilfe des Vlattener Baches geflutet. Seitdem wird er als Freizeit- und Erholungszentrum genutzt. Am Südwest-Ufer wurde auf einer Länge von rund 150 Metern ein Sandstrand angelegt, der als überwachter Badebereich genutzt wird.
Seit dem Ende der 90er Jahre gab es eine erhöhte Konzentration von fäkalcoliformen Keimen, hervorgerufen durch Gänse-Fäkalien. Im Juni 2003 erhielt der See daher in einem EU-Bericht die Bewertung „unzureichende Qualität“, ein Badeverbot wurde ausgesprochen. Um die Situation zu ändern, ließ die Stadt Zülpich den Badebereich umbauen, um eine bessere Zirkulation des Wassers zu erreichen. Diese Maßnahmen zeigten Wirkung, bereits im Jahr 2004 hat das Landesamt für Umwelt und Naturschutz, Landwirtschaft und Verbraucherschutz den See als „zum Baden sehr gut geeignet“ eingestuft.
Der Wassersportsee spielte eine zentrale Rolle bei der Landesgartenschau Zülpich 2014, es wurde der 20 ha große Seepark Zülpich mit großer Seepromenade und einem neuen Seebad in unmittelbarer Nähe des Sees errichtet.
Der Rat der Stadt Zülpich beschloss in seiner Sitzung am 13. Dezember 2011 aufgrund der Bauarbeiten und der erforderlichen Baustraßenzufahrten im Südteil des Sees, die Badenutzung am Wassersportsee bis zur Neueröffnung des Seebades im Jahr 2014 auszusetzen.

## Einrichtungen am See

### Schulen
- Surf & Cat Schule

### Vereine
- RWSG: Rheinische Windsurfing Gemeinschaft e. V.
- RSCZ: Ruder- und Segel-Club Zülpich e. V.
- TSC: Tauchsportclub Zülpich e. V.
- ASV: Angelsportverein Zülpich e. V. 1964
- SFBEH: Segeln für Behinderte e. V.
- DLRG: Deutsche Lebens-Rettungs-Gesellschaft Kreis Euskirchen e. V.
- TCRWZ: Tennisclub Rot-Weiß Zülpich e. V.

## Zülpicher Seefest
Seit dem Jahr 2003 wird jährlich im Sommer das Seefest veranstaltet. Hierbei handelt es sich um ein zweitägiges Fest mit einigen sportlichen Wettbewerben und einem musikalischen Rahmenprogramm.